# Andrés Ibáñez (provins)

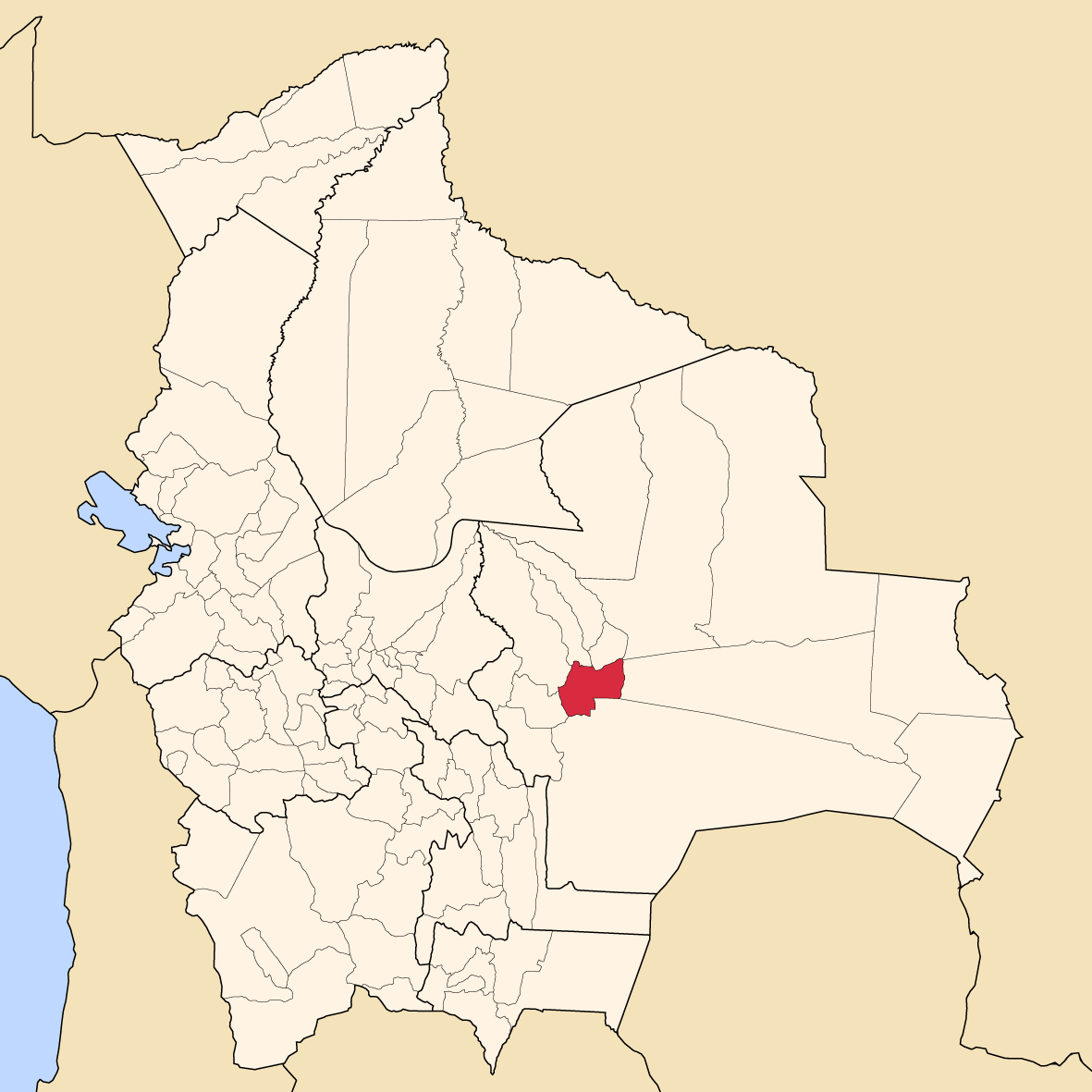
Provinsens läge i Bolivia

Andrés Ibáñez är en provins i departementet Santa Cruz i Bolivia. Den administrativa huvudorten är Santa Cruz de la Sierra.